# Laat de dokter maar schuiven
Laat de dokter maar schuiven is een Nederlandse film uit 1980 van Nikolai van der Heyde. De film is gebaseerd op het boek Laat de dokter maar schuiven van Toon Kortooms. Het is het vervolg op de film Help, de dokter verzuipt! uit 1974. Alleen Piet Bambergen keert terug in zijn rol van aannemer Bram van Tienen. De titelsong, gezongen door Piet Bambergen, is geschreven en geproduceerd door Jack de Nijs.

## Verhaal
Het dorp wordt wakker geschud door een ex-inwoner, die in het buitenland rijk is geworden. Hij wil weer terugkeren naar zijn geboortedorp om daar rustig van zijn oude dag te genieten en dood te gaan. Commotie alom, als de bewoners de nieuwe inwoner beter willen leren kennen.

## Rolverdeling
| Acteur          | Personage                |
| --------------- | ------------------------ |
| Jo De Meyere    | Dokter Angelino          |
| Piet Bambergen  | Aannemer Bram van Tienen |
| Joop Doderer    | Pastoor                  |
| Hans Boswinkel  | Onderwijzer              |
| Paul Cammermans | Burgemeester             |
| Monique Rosier  | Maria                    |
| Standa Bares    | Gradje                   |
| Nora Bruggeman  | Ella                     |
| Frans Mulder    | Peerke                   |
| Bruce Bennett   | John                     |
| Hidde Maas      | Taxichauffeur            |

## Productie
De film werd, ondanks de Brabantse setting van het verhaal, opgenomen in het Utrechtse dorp Kockengen. Aanvankelijk had het Zuid-Hollandse dorp Noordeloos filmlocatie moeten zijn, maar door tegenwerking van kerkelijke zijde ging dit niet door.
Een gedeelte van de filmmuziek, waaronder de titelmelodie, werd door filmcomponist Vladimir Cosma hergebruikt voor de Franse film Pourquoi pas nous? (1981). Het liefdesthema 'Floarea soarelui' (gespeeld op de panfluit) was eerder te horen in de film Le retour du grand blond (1974).
1896-1909 · 1910-19 · 1920-29 · 1930-39 · 1940-49 · 1950-59 · 1960-69 · 1970-79 · 1980-89 · 1990-99 · 2000-09 · 2010-19
· 2020-29